# 王鍾岱
王鍾岱（16世紀—17世紀），字，號蓬岳，山東東昌府濮州人，明朝政治人物。

## 生平
萬曆十九年（1591年），王鍾岱中式辛卯科山東鄉試舉人，萬曆二十九年（1601年）登進士第，獲授河南洧川县知县，历升戶部郎中，外任浙江僉事。當時有權貴和平民因土地向他請求裁決，他判處平民勝訴，地方居民心悅誠服為其父親在鴛湖立祠，但權貴對他懷恨在心，因此被迫辭官歸鄉。
朝廷聞知，命王鍾岱分守山西口北道右参议，治理軍民，聲名顯著，身後入祀鄉賢祠。

## 引用
1. 1 2  乾隆《曹州府志·卷十五·人物志》：王鍾岱 字蓬岳，濮州人，萬歷辛丑進士。擢戶曹，出為浙江僉事，有朝貴攘民田訟於岱，岱不為直遂嗛之；禾民悅服，為鍾岱父立祠鴛湖上。益忤嗛者，由是解組歸，事聞於上，命分守口北，治軍恤民聲績益著，卒祀鄉賢。
2. ↑  乾隆《曹州府志·卷十三·選舉》：萬曆十九年辛卯科（舉人）……王鍾岱 濮州人